# Àlex Mañas i Ballesté
Àlex Mañas i Ballesté (Badalona, 1973) és un polític català. Va ser regidor a l'Ajuntament de Badalona entre el 2003 i el 2019.
Té estudis d'Humanitats i Ciències Polítiques. És militant d'Iniciativa per Catalunya, va entrar com a regidor a l'Ajuntament de Badalona l'any 2003, durant aquell mandat va ser regidor d'Educació, fins a 2007. L'abril de 2014 va esdevenir en el candidat a l'alcaldia de Badalona, va guanyar a les primàries del partit a l'anterior alcaldable, Carles Sagués, amb el suport majoritari de la militància. A més, també va substituir a Sagués com a líder del grup municipal d'ICV-EUiA a l'Ajuntament, quan aquest va deixar la seva acta de regidor el gener del 2015 per liderar un altre moviment polític local. Va ser reelegit com a regidor a les eleccions municipals. Amb l'entrada d'ICV-EUiA al govern de la ciutat, Mañas va ser nomenat segon tinent d'alcalde i regidor de Badalona Pròspera i Sostenible, amb potestat sobre les matèries de promoció econòmica i ocupació, industrialització, comerç, turisme, consum, nova economia, sostenibilitat i medi ambient.
D'altra banda, ha estat responsable durant 6 anys de la zona andina d'una ONG estatal de referència. Actualment és consultor d'assumptes públics en qualitat de soci de la consultora barcelonina Think O'Clock.